# Li Bailin
Li Bailin (20 oktober 1992) is een voormalig Chinees schaatser. Hij was gespecialiseerd op de zogeheten middenafstanden 1000 en 1500 meter. Na internationaal actief te zijn geweest bij de junioren, duurde het een aantal jaren voordat hij bij de senioren doorbrak. Het seizoen 2014-2015 was het eerste seizoen dat de Chinees een vaste waarde werd in de A-groep van de wereldbeker 1500 m. Hij plaatste zich dat seizoen op die afstand ook voor het WK Afstanden. Li Bailin haalde daar op een teleurstellende zeventiende plaats in een tijd van 1.47,49.

## Records

### Persoonlijke records
| Afstand      | Tijd     | Datum            | Baan           |
| ------------ | -------- | ---------------- | -------------- |
| 500 meter    | 35,71    | 19 december 2015 | Ürümqi         |
| 1000 meter   | 1.08,59  | 14 november 2015 | Calgary        |
| 1500 meter   | 1.44,31  | 20 november 2015 | Salt Lake City |
| 3000 meter   | 3.53,64  | 12 maart 2010    | Moskou         |
| 5000 meter   | 6.39,05  | 5 maart 2011     | Harbin         |
| 10.000 meter | 13.55,31 | 6 maart 2011     | Harbin         |

## Resultaten
| Jaar | WK Afstanden        | WK Junioren                               |
| ---- | ------------------- | ----------------------------------------- |
| 2009 |                     | NC24 (24e, 25e, 14e, -) 12e achtervolging |
| 2010 |                     | 12e (10e, 12e, 9e, 14e) 8e achtervolging  |
| 2011 |                     | 5e · (, 7e, , 7e) · 5e achtervolging      |
|      |                     |                                           |
| 2015 | 17e 1500m           |                                           |
| 2016 | 19e 1000m 15e 1500m |                                           |